# Virata (nautica)
La virata (sottintendendo "di prua") è il cambio di direzione impresso ad un'imbarcazione in movimento.
Nella pratica velica, è la manovra di cambio di direzione che si effettua portando la prua in direzione del vento, cioè stringendo l'angolo di bolina fino al cambio dell'angolo di provenienza del vento sul bordo opposto e conseguente cambio delle mure delle vele con orientamento al nuovo angolo di provenienza del vento. La virata può essere "a dritta" o "a sinistra" in funzione delle mure della vela: se le mure sono a dritta si vira a dritta, mentre se le mure sono a sinistra si vira a sinistra.Tale manovra viene usata per cambiare mure tra una bordata e l'altra; in altre parole è la manovra che avviene da bolina a bolina.
La manovra opposta è l'abbattuta (o virata di poppa).